# Juniperus komarovii
Juniperus komarovii là một loài thực vật hạt trần trong họ Cupressaceae. Loài này được Florin mô tả khoa học đầu tiên năm 1927.